# Carbonat-Kompensationstiefe
Die Carbonat-Kompensationstiefe (abgekürzt CCD, von englisch carbonate compensation depth) bezeichnet eine Grenzfläche in der Tiefsee, unterhalb derer keine Carbonatschlämme – das Ausgangsmaterial für eine bestimmte Art von Kalkstein – abgelagert werden. Ursache ist die Auflösung der zum Meeresgrund abgesunkenen Partikel aus Calciumcarbonat (Calcit und Aragonit) infolge der geringen Temperaturen, des hohen Druckes und der relativ hohen Kohlenstoffdioxidkonzentration im Tiefenwasser.
Die Carbonat-Kompensationstiefe ist jene Grenzfläche, ab der die Lösungsrate von Carbonaten genauso groß ist wie die Eintragsrate, oder anders formuliert, ab der die Carbonatlösung den Carbonateintrag vollständig kompensiert. Die Carbonatlösung beginnt aber bereits mehrere hundert Meter darüber, unterhalb der sogenannten Lysokline. Zwischen Lysokline und Carbonat-Kompensationstiefe ist die Lösungsrate noch kleiner als die Eintragsrate.

## Physikalisch-chemischer Hintergrund

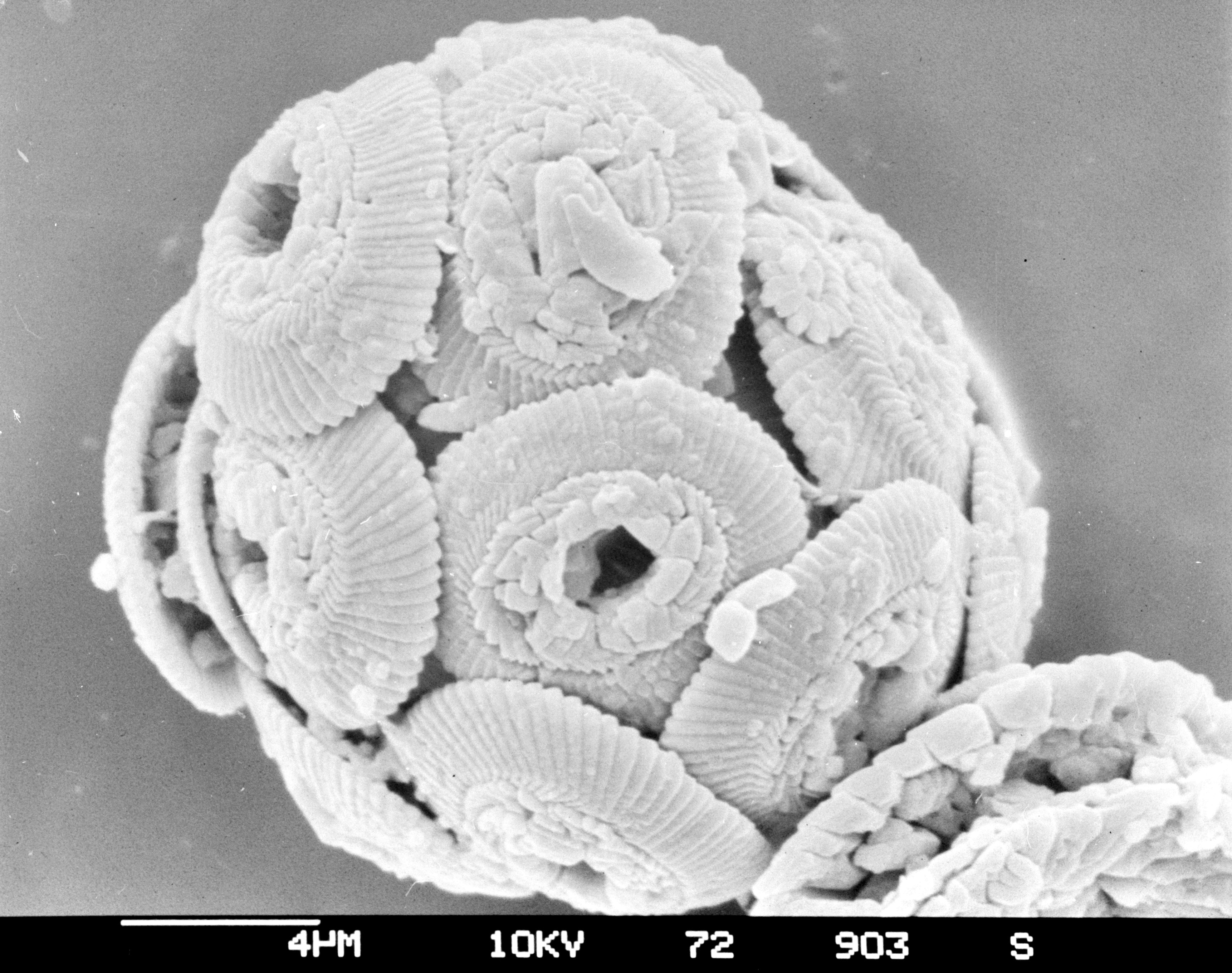
Tiefsee-Carbonatschlämme bestehen vorwiegend aus mikroskopisch kleinen Hüllen von planktonischen Einzellern oder den Bestandteilen dieser Hüllen (hier die aus Coccolithen zusammengesetzte Coccosphäre eines Coccolithophoriden). Unterhalb der Carbonat-Kompensationstiefe werden diese jedoch vollständig aufgelöst.

Sowohl Binnengewässer als auch die Meere weisen in der Regel einen Gradienten mit einer in der Tiefe zunehmenden Konzentration an gelöstem Kohlenstoffdioxid auf. In den Meeren besteht dieser Gradient fortwährend, wohingegen er in Binnengewässern mit dem Wechsel der Jahreszeiten entsteht und verschwindet (siehe Ökosystem See). Seine Ursache ist biogen, d. h. durch die Lebensvorgänge im Meer verursacht: Nahe der Oberfläche wird Kohlendioxid durch die Photosynthese von Algen als Biomasse gebunden und auf die Nahrungskette verteilt. So kann der organisch in Biomasse gebundene Kohlenstoff als Partikelregen in die tieferen Wasserschichten absinken. Dort wird die Biomasse in der Regel bakteriell wieder zerstört und zu Kohlendioxid veratmet. So kommt es allmählich in der Tiefe zu einer CO2-Anreicherung und somit zu dem genannten Gradienten.
Darüber hinaus ist die Löslichkeit von Calciumcarbonat temperatur- und druckabhängig: Je niedriger die Temperatur und je höher der Druck, desto besser die Löslichkeit. Weil im Ozean mit zunehmender Tiefe nicht nur die CO2-Konzentration, sondern auch der Druck (siehe hydrostatischer Druck) zunimmt, die Temperatur aber abnimmt, ist das Tiefenwasser in den Ozeanen untersättigt an Calciumcarbonat, was dazu führt, dass Calciumcarbonat, das in diese Tiefen gelangt, aufgelöst wird, indem es mit dem CO2 zu gelöstem Calciumhydrogencarbonat nach folgender Reaktionsgleichung reagiert:
{\displaystyle \mathrm {CaCO_{3}+CO_{2}+H_{2}O\ \rightleftharpoons \ Ca^{2+}(aq)+2\ HCO_{3}^{-}(aq)} }
Die Tiefenlage der Carbonat-Kompensationstiefe ist weder in allen Ozeanen gleich noch innerhalb eines einzelnen Ozeanbeckens. Sie liegt im Atlantik tiefer als im Pazifik und in höheren Breiten in geringerer Tiefe als in niederen Breiten. Dies liegt unter anderem daran, dass die CO2-Konzentration im Tiefenwasser vom Grad der Durchmischung mit CO2-ärmerem Wasser aus geringeren Tiefen abhängt, die wiederum vom Verlauf der Meeresströmungen und dem Relief des Meeresbodens beeinflusst wird. Auch ist in niederen Breiten die Carbonatproduktion im obersten Bereich der Wassersäule größer als in hohen Breiten, das heißt, dort kann die Eintragsrate die Lösungsrate von Calciumcarbonat noch in relativ großer Tiefe übertreffen. So liegt die Carbonat-Kompensationstiefe im Atlantik in niedrigen Breiten bei 4.500 bis 5.000 m, im Pazifik bei 4.000 bis 4.500 m.
Des Weiteren veränderte sich die Tiefenlage der Carbonat-Kompensationstiefe auch im Verlauf der Erdgeschichte. So sank sie im tropischen Pazifik im Verlauf des Känozoikums von 3.000 bis 3.500 m auf heute 4.500 m ab. Dies wird in erster Linie damit erklärt, dass im frühen Känozoikum größere Mengen CO2 für die Carbonatlösung zur Verfügung standen als heute (vgl. Versauerung der Meere). Passend dazu korreliert die Absenkung der Carbonat-Kompensationstiefe mit einer zunehmenden Abkühlung des Weltklimas und damit der Meere (siehe Känozoisches Eiszeitalter) sowie mit einer nachgewiesenen allgemeinen Zunahme der kontinentalen Kohlensäureverwitterung von Silikatmineralen im Verlauf des Känozoikums.

## Aragonit-Kompensationstiefe

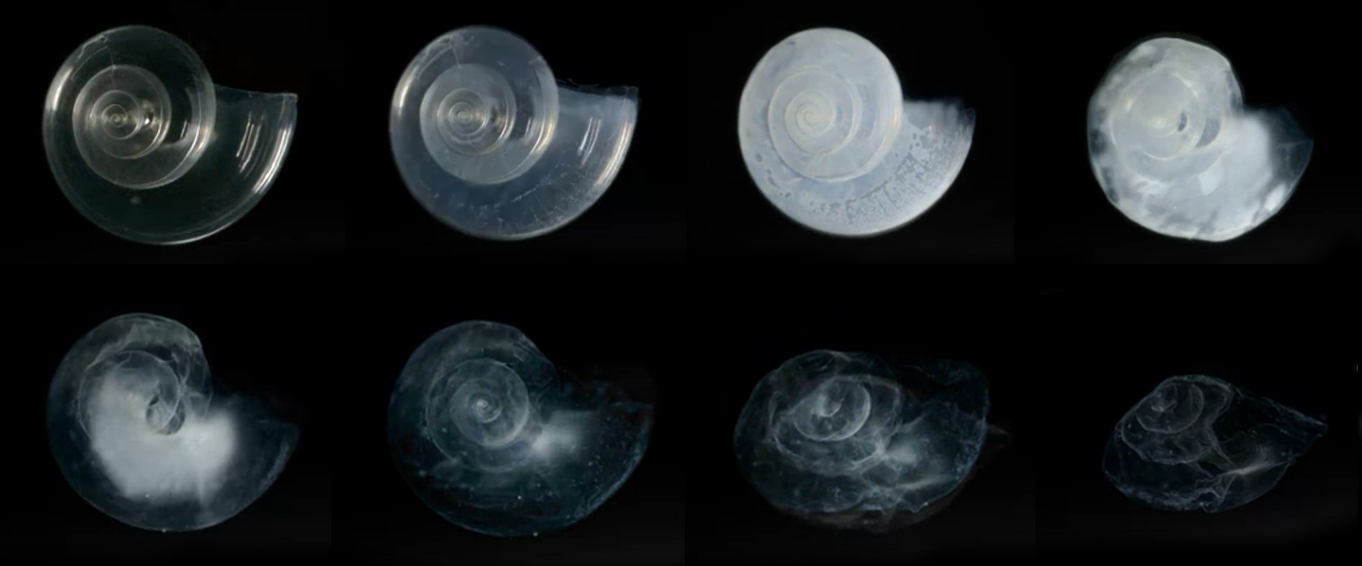
Stadien der Auflösung eines Pteropoden-Gehäuses, Hauptkomponente des Aragonitanteils karbonatischer Tiefseeschlämme

Aragonit ist leichter in Wasser löslich als Calcit. Folglich beginnt sich Aragonit in geringerer Tiefe aufzulösen als Calcit, was bedeutet, dass die Grenzfläche, ab der die Lösungsrate von Aragonit mindestens genau so groß ist wie die Eintragsrate, weiter oben in der Wassersäule liegt als die entsprechende Grenzfläche für Calcit. Diese Grenzfläche wird Aragonit-Kompensationstiefe (abgekürzt ACD, von englisch aragonite compensation depth) genannt. Sie liegt in niedrigen Breiten im Schnitt bei rund 1.500 m Tiefe, wobei sie mit 2.000 bis 3.000 im Atlantik deutlich tiefer liegt als mit 500 bis 1.500 m im Indik und Pazifik.

## Calcit-Kompensationstiefe
Die Calcit-Kompensationstiefe (ebenfalls abgekürzt mit CCD, von englisch calcite compensation depth) ist gleichbedeutend mit der Carbonat-Kompensationstiefe, denn Calcit ist die einzige weitere Varietät von Calciumcarbonat, die in nennenswerten Mengen von planktonischen Meereslebewesen gebildet wird und carbonatische Tiefseeablagerungen bilden kann. Unterhalb der CCD findet man folglich nur noch carbonatfreie Tiefseesedimente. Dies sind vorrangig der rote Tiefseeton sowie Schlämme aus wasserarmem, amorphem Siliciumdioxid (Opal). Letztere entstehen aus den Gehäusen von Kleinstlebewesen wie Kieselalgen oder Strahlentierchen (Diatomeenschlamm bzw. Radiolarienschlamm).

### Allgemein
- Paul R. Pinet: Invitation to Oceanography. 5th edition. Jones and Bartlett Publishers, 2009, ISBN 978-0-7637-5993-3, S. 118 ff., 165 ff.
- Carbonat-Kompensationstiefe im Spektrum Online-Lexikon der Geowissenschaften
- L. Bruce Railsback: Variation in concentration of solutes in the oceans IIIa: carbon dioxide and the carbonate compensation depth (CCD). Some Fundamentals of Mineralogy and Geochemistry. University of Georgia Sedimentary Geochemistry Laboratory, Athens (GA) 2008 (PDF 20 kB, JPG 630 kB)